# Jutta Fiedler
Jutta Fiedler (* 17. Februar 1943 in Schwepnitz) ist eine deutsche Lehrerin und Autorin. Sie war Landespolitikerin und Mitglied der Partei Die Linke. Von 2006 bis 2011 war sie Abgeordnete im Landtag von Sachsen-Anhalt. Im November 2014 wurde sie für eine siebenjährige Amtszeit zur Richterin an das Landesverfassungsgericht Sachsen-Anhalt gewählt.

## Beruflicher Werdegang
1961 erwarb Jutta Fiedler ihr Abitur. Anschließend studierte sie und schloss ihr Studium 1965 mit dem Staatsexamen als Lehrerin für Deutsch und Musik ab. In diesem Beruf arbeitete sie von 1965 bis 1972 in Halle-Dölau. Von 1972 bis 1979 war sie dann dort stellvertretende Direktorin, von 1979 bis 1984 Lehrerin und von 1984 bis 1991 zusätzlich Fachberaterin für das Fach Deutsch in Halle-West. Anschließend arbeitete sie von 1991 bis 2003 als stellvertretende Leiterin des Staatlichen Seminars für Lehrerausbildung in der Lutherstadt Eisleben.
Am 14. November 2014 wählte der Landtag von Sachsen-Anhalt sie für eine siebenjährige Amtsperiode zum stellvertretenden Mitglied an das Landesverfassungsgericht Sachsen-Anhalt. Die Vereidigung erfolgte am 29. Januar 2015.

## Politisches Engagement
Von 1966 bis 1990 war sie Mitglied im FDGB. Zusätzlich war sie seit 1997 Mitglied in der GEW und seit 2005 in der WASG, außerdem Sprecherin der LAG Bildung. Seit dem Zusammenschluss der WASG mit der PDS im Jahr 2007 war Jutta Fiedler bis zum Jahr 2022 Mitglied der Partei Die Linke.
In der 5. Wahlperiode (2006–2011) war sie Mitglied des Landtages von Sachsen-Anhalt. Dort war sie Mitglied des Ausschusses für Bildung, Wissenschaft und Kultur und bildungspolitische Sprecherin der Fraktion Die Linke. In ihrer parlamentarischen Arbeit war insbesondere das Wohl von Kindern und Jugendlichen einer der Schwerpunkte, unter anderem richtete sie im November 2008 im Landtag an die Landesregierung eine Frage zu Projekten zur Vermeidung von Schulversagen und zur Senkung des vorzeitigen Schulabbruchs. Im Juni 2009 setzte sie sich im Landtag im Namen ihrer Fraktion für die kostenlose Schülerbeförderung ein. Das Gesetz, das eine Kostenbeteiligung von 100 Euro pro Schuljahr und Schüler der Sekundarstufe II vorsah, wurde gegen die Stimmen der Fraktion beschlossen. Im Juni 2010 richtete sie im Landtag an die Landesregierung eine Frage zur personellen und fachlichen Absicherung der Bildungs- und Erziehungsarbeit an den Förderschulen und zur präventiven Grundversorgung an den Grundschulen. Von 2007 bis 2010 war sie Mitglied des Bildungskonvents Sachsen-Anhalt und arbeitete dort an der Abschlussdokumentation „Bildungspolitische Empfehlungen für das Land Sachsen-Anhalt“ mit.

## Publikationen (Auswahl)
- Jutta Fiedler, Claudia Griese, Heide-Marie Kaffke, Marion Lohse, Petra Roth, Kristina Spall, Franz Werthmann: Duden Lesebuch – Alle Bundesländer (außer Bayern) / 2. Schuljahr – Schülerbuch. D
- uden Paetec Schulbuchverlag Berlin, ISBN 3-89818-823-X
- Fiedler, Jutta, Andrea Klein, Kristina Spall: Duden, Wörterbuch für Volksschulen. Duden Schulbuchverlag, Berlin, Mannheim, Wien 2012, ISBN 3-8355-8021-3

## Privatleben
Jutta Fiedler lebt in Halle. Sie ist verwitwet und hat zwei Kinder.